# Jalancagak (plaats)
Jalancagak is een bestuurslaag in het regentschap Subang van de provincie West-Java, Indonesië. Jalancagak telt 9031 inwoners (volkstelling 2010).